# William Hilsley
William Hilsley, geborener William Josef Hildesheimer (geboren am  15. Dezember 1911 in London; gestorben am 12. Januar 2003 auf Schloss Beverweerd in Werkhoven in der Provinz Utrecht, Niederlande) war deutsch-britischer Komponist, Musiker und Musikpädagoge. Er wuchs in Deutschland auf, emigrierte dann in die Niederlande, wo er auch – nach seiner Internierung in Deutschland – weiterhin lebte. Bekannt geworden ist er vor allem durch seine in den Internierungslagern komponierten und dort auch aufgeführten Werke.

## Leben

### Schulzeit und Studium in Deutschland
William (Billy) Hilsley, der Name, unter dem er bis heute als Musiker und Komponist in Erinnerung geblieben ist, wurde 1911 als William Josef Hildesheimer in London geboren. Seine jüdischen Eltern, die sich kurz nach seiner Geburt scheiden ließen, waren Adolf Hildesheimer (geboren 1860) und seine Frau Frida (1875–1952), geborene Heimann. Aus der Ehe stammt mindestens noch der 1901 geborene Sohn Kurt.
1914 verließ Frida Hildesheimer mit den Söhnen Kurt und William England und zog nach Berlin. Hier besuchte William später das Hohenzollerngymnasium, wo er in den Inflationsjahren auch in den Genuss der Quäkerspeisung kam und damit zu seiner „ersten und lebensverändernde Begegnung mit den Quäkern“. Eine weitere „lebensverändernde“ Begegnung fand ebenfalls in diesen Jahren statt. Wolfgang Frommel „lernte den 13-jährigen Billy und dessen Mutter Frida Hildesheimer durch das mit ihnen befreundete Schauspielerehepaar Paul und Lotte Bildt in Berlin kennen“. Frommel schrieb dazu am 17. Februar 1924 in einem Brief an seine Eltern:
„So bin ich heuer täglich fast mit dem kleinen Billi Hildesheimer zusammen, arbeite mit ihm Französisch und erlebe menschlich die unerhörtesten Wunder.“ William Hilsley lebte damals mit seiner Mutter im Bayerischen Viertel von Berlin, in dem viele prominente Juden lebten. „Die Mutter hatte bei einem Schüler von Liszt studiert; Menschen aus dem Stefan-George-Kreis oder der Kulturminister Becker gingen im Haus ein und aus.“ „Frida liebte ihren Sohn und seinen Erzieher Wolfgang [Frommel] mit gleicher Heftigkeit und Hingabe.“ Friedrich W. Buri, der 1937 für einige Zeit bei Frida Hildesheimer wohnte, schreibt, dass sie eine begehrte Englischlehrerin gewesen sei: „Sie gab Privatstunden und Kurse für kleine Gruppen von jüdischen Menschen, die so bald wie möglich Deutschland verlassen wollten, um in ein Land auszuwandern, wo sie Englisch würden sprechen müssen. Fridas Schnellkurse waren im Berliner Westen berühmt, es drängten zu ihnen mehr Schüler, als sie unterbringen konnte.“
Die Lebenswege von Wolfgang Frommel und William Hilsley waren von da an eng miteinander verbunden, so eng, dass ihre Beziehung oft mit denen innerhalb des George-Kreises verglichen wird: „Darüber hinaus scharten Gothein u. F. einen bünd. Kreis um sich, der dem George’schen im Ansatz ähnelte (mit Achim und Hasso Akermann, Cyril Hildesheimer u. a.).“
Hilsley verließ zunächst Berlin und besuchte die Schule Schloss Salem, wo er 1930 das Abitur ablegte. Anschließend kehrte er nach Berlin zurück und studierte an der Staatlichen Akademie für Kirchen- und Schulmusik. Spätestens jetzt war Hilsley in den Kreis um Wolfgang Frommel, der 1934 bei Frida Hildesheimer wohnte fest integriert und gehörte zu Frommels ständigen Begleitern. Auch die Freundschaft zu Adolf Wongtschowski (‚Buri‘, 1919–1999) muss in dieser Zeit entstanden sein, denn „neben Billy Hildesheimer, den er [Frommel] als Hauslehrer noch in den 20er Jahren unterrichtete, wurde Buri der aufmerksamste jüdische Zögling dieser Zeit“.

### Jahre in Eerde
Der im Jahre 2002 von seinen ehemaligen Schülern immer noch „verehrte 91-jährige Musiklehrer Billy Hilsley“ verließ im Jahr 1935 Deutschland und ging als Musiklehrer an die Quäkerschule Eerde. Wie es dazu kam, ergibt sich aus dem Nachlass von Hildegard Feidel-Mertz im Deutschen Exilarchiv. Dort befindet sich das Transkript eines Tonbandinterviews mit William Hilsley vom 30. März 1981. Er erzählt darin unter anderem, wie er durch Eva Warburg nach Eerde vermittelt worden sei, mit deren Schwester Ingrid er gemeinsam die Schule in Salem besucht hatte. Evas und Ingrids jüngere Schwester Noni war Schülerin in Eerde. Ihr Cousin, Max A. Warburg, war dort Lehrer.
Am 28. Januar 1935 kam Hilsley in Eerde an, und was Katharina Petersen, die damalige Schulleiterin, ihm anbieten konnte, war nicht umwerfend: No salary, but pocket money, a room of his own, food and laundry. […] We have a piano and a grand piano. […] How the school will survive financially is quite uncertain, but if you have the courage to join us, please do. Der junge Flüchtling aus Nazi-Deutschland blieb.
1962 erinnert sich Katharina Petersen noch immer mit sehr viel Enthusiasmus an Billy Hilsley:

„Und dann stand eines Tages ein sehr junger, schlanker, hochaufgeschossener Mann da, dessen Gesicht zeigte, daß er seelisch und geistig über seine Jahre hinaus gereift war. Das war Billy. Wir hielten ihn fest. Und was für einen herrlichen Sauerteig hatten wir für den ja manchmal etwas zähen Schulteig mit ihm gewonnen. Wie lockerte er den Alltag auf, wie abwechslungsreich leitete er montags die Schulwoche ein, was für Höhepunkte waren die von ihm gestalteten Feste! Jung wie er war, noch ohne Erfahrung in Schulen, – er hielt neben so begabten Regisseuren, wie Kurt Neuse und Max Warburg es waren, von vornherein mit Leichtigkeit seinen Platz. […] O edle Musica, o lieber Lehrer Billy!“

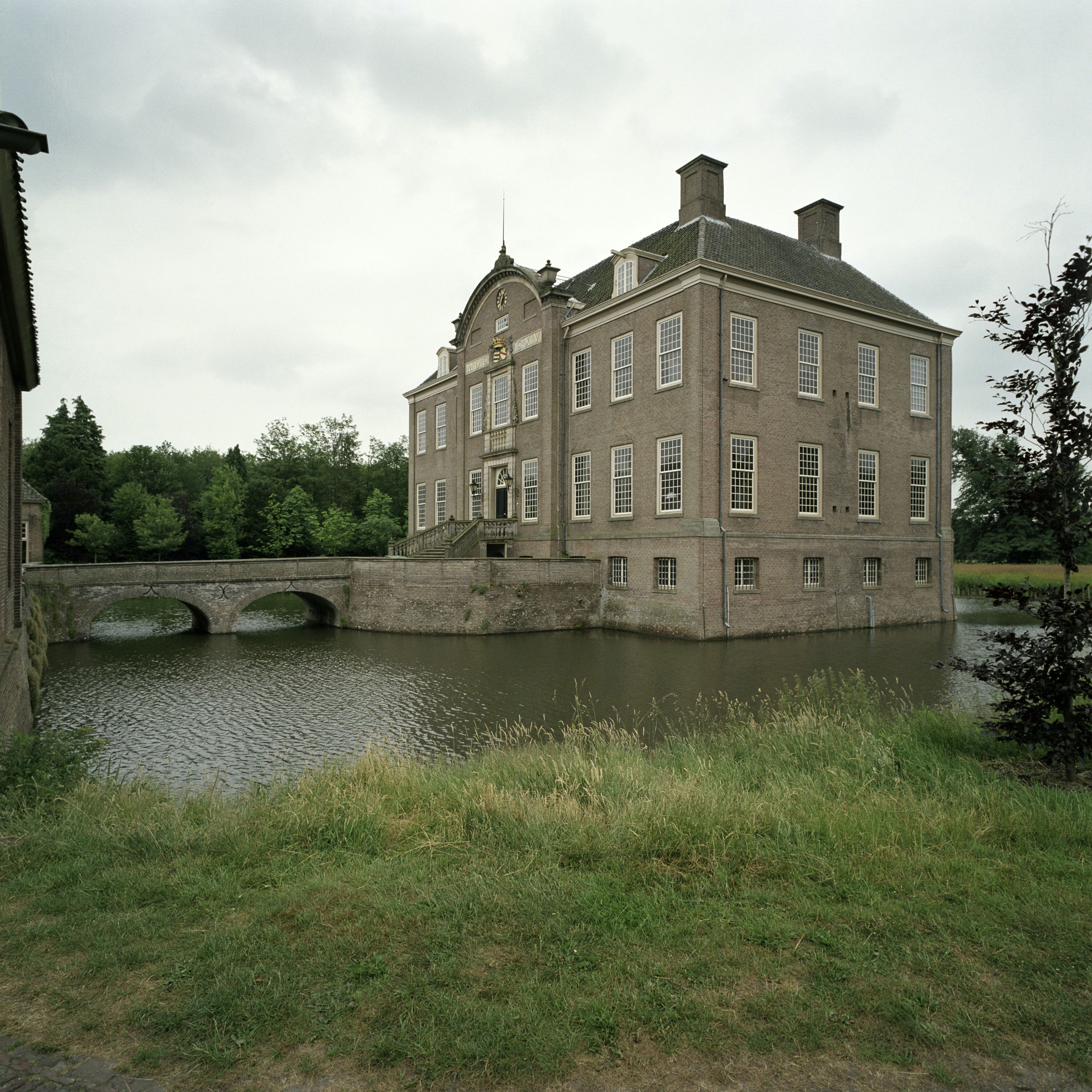
Schloss Eerde, ehemals Sitz der Quäkerschule Eerde

Katharina Petersen legte 1938 die Schulleitung nieder und kehrte nach Deutschland zurück. Ihr Nachfolger als Schulleiter wurde Kurt Neuse, doch wurde er es nur kommissarisch, und dieser provisorische Status wurde nie geändert. Hans A. Schmitt, früher selber Schüler in Eerde und später deutsch-amerikanischer Historiker, vermutet, was der Grund dafür gewesen sein könnte:

„One reason may have been his conflict with Dutch Friends resulting from development that began with the arrival of William Hilsley. This talented teacher had a number of friends who belonged to the circle of the poet Stefan George, a group noted not only for its elitist views but also its homoerotic preferences. Some of these men, notably the peripatetic poet Wolfgang Frommel, visited Eerde, and in Frommel’s case attracted some of the older students to their brillant lectures. Piet Kappers and his Dutch confreres had nightmares of Eerde becoming a hangout for homosexual intelletuals, and Kappers asked Kurt Neuse to forbid Frommel access to school grounds. Neuse refused, holding that an individual’s sexual preferences, as long as they did not involve students, were his own business.“

Dank dieser Haltung von Kurt Neuse blieben Billy Hilsley noch zwei Jahre Zeit bis fears of war susperseded fears of moral contamination. Er konnte weiterhin seine Gabe entfalten, „Musik nicht zum Spiel werden zu lassen, sondern so zu lehren, daß ernste und gründliche Arbeit geleistet wurde, sowohl für den Hausgebrauch wie für Konzerte, zu denen Gäste eingeladen wurden, wie für die kleinen Kammermusiken, zu denen Laienmusizierende, Klavier- und Geigenspieler aus der Umgegend magnetisch von ihm angezogen, kamen. Das Allerschönste war, daß neben dem Ästhetischen seines Musizierens und Lehrens auch heilende Kräfte entbunden wurden. Er fand heraus, was in den Jungen und Mädchen steckte, regte an, gab Selbstvertrauen wieder, wo sie zerstört waren.“
Nicht weniger beeindruckt und beeindruckend beschreibt Buri das Wirken seines Freundes Hilsley („Cyril“):

„Cyril kam mir vor wie der ungekrönte König des Schlosses. Obgleich er in seinem Kellerverlies nicht viel geräumiger hauste, als ich in der Dachkammer, liefen in seiner Klause alle Fäden der Parzen zusammen. Hier plante und entwarf er die ernsten Feuerstunden und heiteren Feste, die nicht nur für die Erwachsenen und Schüler die festen Höhepunkte bildeten, nach denen sich die fliehende Zeit gliederte; auch für Besucher von draussen bestimmte sich das Gesicht der Schlossgemeinschaft durch Cyrils Tätigkeiten.“

### Zeit der Internierung
Nach der deutschen Besetzung der Niederlande 1940 versuchten Hilsley, Frommel und Buri von Scheveningen aus nach England zu fliehen. Sie verwarfen den Plan und tauchten in Amsterdam unter, wo Frommel Suizidgedanken äußerte. Nachdem die Freunde ihm das ausgeredet hatten, gingen sie nach Eerde zurück. Hier wurde der britische Staatsbürger William Hilsley am 25. Juli 1940 verhaftet. Er beschrieb das später wie folgt:

„v. W. H. aus dem Musikpavillon geholt. Rad nach O. Baronin v. P. im Vorzimmer. Verhaftung durch den Bürgermeister. Telefon mit Buri. Zelle bei Marechaussée. Zelle bei Polizei. Abends spät Buri mit Koffern.“

Hilsley wurde zunächst im niederländischen Lager Schoorl interniert, bevor er zusammen mit anderen britischen Nicht-Kombattanten in ein ziviles Internierungslager im Deutschen Reich verlegt wurde. Dieses Lager befand sich in Tost in Oberschlesien, wo er bis zum Frühjahr 1942 blieb. Zur gleichen Zeit wie er war dort auch der Schriftsteller P. G. Wodehouse interniert, von dem in diesem Zusammenhang der Ausspruch überliefert ist: „Wenn das Oberschlesien ist, fragt man sich, was Niederschlesien sein muss …“
Hilsley, der seine musikalische Prägung auf seine Schulzeit in Salem zurückführte, begann seine „Karriere“ als Lagermusiker zunächst mit der Aufführung von klassischer Musik. Nach einem heftigen Streit mit anderen Mitgefangenen versuchte er sich dann an anderen Sachen: Pantomimen, Märchenaufführungen mit Musik und Kostümen, Kabarett, Musical. Er sah seine Aufgabe darin, die anderen Internierten durch Musik in eine fröhliche Stimmung zu bringen. Und er begann zu komponieren.
Sein Status als Zivil-Internierter gewährte ihm einen gewissen Schutz und auch größere Bewegungsfreiheit. Das Lager wurde von Hilfsorganisationen aus neutralen Ländern überwacht und die Gefangenen were encouraged to develop leisure activities including a variety of educational, theatrical, and musical Programs. Hilsley machte von den Möglichkeiten regen Gebrauch und spielte regelmäßig Klavier. In vier verschiedenen Lagern baute er eine blühende Musikszene mit anderen Internierten auf. Since Hilsley was adept at various aspects of musical production and staging, he immediatly became involved in preparing concerts an staged cabaret shows.
Im Lager Tost scheinen relativ humane Verhältnisse geherrscht zu haben, was Hilsley in erster Linie auf den Lagerkommandanten, Oberstleutnant Buchert, zurückführt, „einen Mann mit guter deutscher Mentalität, die irgendwie immer noch existierte. Er war ein echter Gentleman.“ Die nächste von Hilsley erzählte Episode lautet: „Im Lager Tost hatten wir zunächst kein Instrument. Der Oberstleutnant schlug vor, in der in der Nähe gelegenen Stadt Gleiwitz Instrumente zu kaufen oder zu mieten. Wie es bezahlt wurde, weiß ich nicht. Wir hatten unser Geld abgeben müssen und bekamen stattdessen Lagergeld, einen Zehner die Woche. Vielleicht war es dieses eingezogene Geld, von dem der Flügel bezahlt wurde. Die Deutschen waren froh, dass wir musikalische Darbietungen geben wollten. Sie wollten vor allem, dass die Angelegenheiten des Lagers ruhig und glatt verliefen. Es sollte keine Revolte geben. So nahm der Oberstleutnant mich in seinem Auto nach Gleiwitz mit. Er musste auch für sich selbst einiges einkaufen, und so saß ich zu einem bestimmten Zeitpunkt allein in seinem Auto. Ich hätte weggehen können. Ich hatte keinen Pass, aber immerhin, ich sprach fließend Deutsch. Ich würde weit gekommen sein. Trotzdem blieb ich im Auto. Der Oberstleutnant war so ein anständiger Mensch, ein Freund beinahe, ich war ihm verpflichtet.“
Der weitere Fortgang dieser Geschichte: „Der erste Flügel, der kam, war nicht gut, er war auf eine für uns unbrauchbare Höhe gestimmt. Ich schickte ihn zurück und wir bekamen einen anderen. Das war das zentrale Instrument für unserer Aufführungen. Wir hatten einen guten Cellisten, der sein Instrument in das Lager mitgebracht hatte, einen Oboisten, Sänger, Schauspieler, Tänzer. Notenpapier bekamen wir über die YMCA, die alle Internierungslager inspizierte.“ Die Arbeit des YMCA hatte für Hilsley und seine Mitgefangenen eine immense Bedeutung.
Dem YMCA und dessen Mitarbeiter Henry Söderberg ist es auch zu verdanken, dass sich Hilsleys musikalisches Engagement im Lager entfalten konnte und seine Musik „über den Stacheldraht hinaus“ bekannt wurde und für die Nachwelt erhalten blieb.
Mitte 1942 wurde Hilsley als Internierter jüdischen Glaubens von Tost nach Kreuzburg (Oberschlesien) verlegt. „Im Juni 1942 war es soweit. Alle Juden und Halbjuden mussten ins Lager Kreuzburg, dreißig Kilometer nördlich von Auschwitz. Zufälligerweise waren alle Pianisten Juden, und das bedeutete für Tost das Ende des Musiklebens. In Kreuzburg waren wir gerade mit Ghost Train beschäftigt, einer großen Produktion, für die ich die Klaviermusik komponiert hatte, als eines Tages unsere Freunde von Tost außerhalb der Stacheldraht standen und fragten, ob sie zu uns ins Lager durften. Sie waren alle Nicht-Juden, aber sie wollten mit uns zusammen sein. Dadurch war Kreuzburg sofort kein Judenlager mehr. Ghost Train haben wir auch in einem anderen Lager aufgeführt, Lamsdorf, ein Lager für britische Militärgefangene. Da waren wir durch die Lagerleitung hingebracht worden. Nach der Vorstellung gingen wir in unser eigenes Lager zurück.“ In einem Brief vom 26. Juli 1944 an die in Schweden lebende Krankenschwester Noni Warburg, eine ehemalige Schülerin aus Eerde, berichtet Hilsley über diesen ungewöhnlichen Ausflug in ein anderes Gefangenenlager:

„Wir hatten drei hochinteressante Wochen in dem POW Camp, spielten jeden Abend vor ca. 700 mit grösstem Erfolg unseren Ghost-Train und gaben eine Reihe klassisch leichter Konzerte. Wie Du Dir denken kannst, ist das Lager [Lamsdorf] riesenhaft und man kommt sich dort viel freier vor als in unserem ‚rabbit hole‘, aber die Lebensbedingungen in den dortigen Baracken sind sehr anders als in unseren Gebäuden hier. Man findet dort Menschen aus allen Teilen des Empire, und einige Baracken, wie die der Griechen, Südafrikaner, Palästinenser sind sehenswert. Der ‚spirit‘ ist bei denen ausgezeichnet und fast alle sehen gesund und nicht unterernährt aus.“

Zum Dank für die nicht-jüdischen Mitgefangenen, die freiwillig nach Kreuzburg gekommen waren und ihm als Juden damit einen größeren Schutz boten, und als Weihnachtsgeschenk komponierte Hilsley Missa für einen Männerchor ohne instrumentelle Begleitung. Für Patrick Henry ist dieses Stück ein Juwel, das völlig anders ist als jeder Art von Musik, die während des Krieges in einem deutschen Lager komponiert worden ist. Es verdeutliche Hilsley exquisite musikalische Rhetorik, die nicht einer bestimmten Zeit oder einem bestimmten nationalen, ethnischen oder religiösen Stil zugeordnet werden könne. Doch das für die damaligen Verhältnisse unwahrscheinlichste Ereignis stand noch aus, eine Radioübertragung, recorded by Swedish Radio for its internationally broadcast program ‚From behind Barbed Wire‘, which documented life in prisoner of war and civilian internment camps by means of recorded musical performances. For a broadcast from Kreuzburg in July 1944, William Hilsley and fellow inmate Geoffrey Lewis Navada performed an African-American spiritual: ‚Go down, Moses, way down in Egypt‘s land. Tell old Pharao to let my people go!‘ Etwas anders akzentuiert hierzu die Erinnerung von Hilsley selber: „Der Vertreter des CVJM hatte die Partitur meiner Fantasie für Oboe nach Schweden mitgenommen. Eines Tages bekam ich einen Zeitungsschnipsel mit einer Ankündigung einer Radiosendung meiner Fantasie. Ich übergab den Ausschnitt an den damalige Lagerkommandant. Das war nicht Buchert, der war bereits weg. Zuerst war er dagegen, meinte, dass ich das nicht hören könne, aber später wurde ich in die Offizierabteilung gerufen. ‚Nummer 180, herkommen‘ klang es. Radio Stockholm hatten wir geradeso gefunden, als kurz vor der Übertragung der Strom ausging. Luftangriff. Es dauert in der Regel eine lange Zeit. Eine halbe Minute später blinzelten die Lichter wieder. Aus den Lautsprechern erklang meine Oboen-Fantasie. Eine schöne Leistung, aber ein bisschen zu langsam gespielt.“
Nach der Evakuierung des Lagers Kreuzburg am 19. Januar 1945 und einer gefährlichen Zugreise durch das kriegszerstörte und weiterhin Luftangriffen ausgesetzte Deutschland erreichte Hilsey zusammen mit seinen Kameraden am 29. Januar 1945 das Internierungslager in Spittal an der Drau. In einem Brief vom 5. Februar 1945 an seine schwedische Bekannte Noni Warburg scherzt er über diese Verlegung von Kreuzburg nach Spittal: „Ja Noni, nun müssen Deine Gedanken mich in einem anderen Teil Europas suchen. ‚Be an internee and see the world!‘“ Am 2. Mai verdichteten sich in Spittal die Gerüchte, dass der Krieg zu Ende gehe, und am 3. Mai 1945 erfolgte die Befreiung:

„3. Mai: Gehe um 6 morgens in den Festsaal, spiele Beethoven Andante op. 10 und zwei Choräle, lese Psalm 103 und Stern. – Mittlerweile ist Morgenappell von dem ich nichts weiss, alle stehen 1/2 Stunde weil einer fehlt! Geholt vom Oberfeldwebel. – Die Wachen stehen noch alle (zu unserem Schutz); die ganze Kommandantur noch hier. Büchsen werden ungeöffnet ausgegeben. Ein Schweizer trifft als Vertreter der Schutzmacht ein und teilt uns mit, dass wir das Lager nicht verlassen dürfen, bis die Besatzungsarmee hier ist. Unser Kommandant übergibt das Lager einem Sergeant Major vom Westlager. Dieser sagt, dass er englische Wachen für unser Lager hat falls die deutschen Wachen gehen. Doctor Hayn übernimmt die Leitung unseres Lagers. Wir unterstehen somit den engl. Militärbehörden. Im Lager geht alles ordnungsgemäss mit noch zurückgehaltener Freude weiter. Wir erwarten die amerikan. Tanks stündlich. Radioapparate werden ins Lager gebracht. Es ist alles sehr unbegreiflich.
4th of May: We get our money, papers, documents and – passports back. We get a wireless-set for our room, we hear the B.B.C. We hear armies in Holland have capitulated! Tommies from the Westlager here to guard the camp. Strict disciplinary orders from Cpt. Hayn, but nevertheless quite a number drunk.“

Henry Söderberg, der zwischenzeitlich in das Lager Spittal gekommen war und dort ebenfalls dessen Befreiung durch die 8. Britische Armee miterlebte, traf dort erneut mit Hilsley zusammen und erinnert sich:

„During the last hectic and chaotic weeks of the war I suddenly found myself among the crew of the former Silesian Kreuzburg camp, now far deep down in the Austrian Alps in the town of Spittal an the border to Italy! Here I met William [Hilsley] again. I became a voluntary inmate in his camp. I could stay inside the camp and witness its liberation by the 8th British Army during the first week of May 1945. Those days were exciting – to say the least. But William and his music-making friends, in spite of the chaos and unrest all around, continued to play and sing for us. They were a constant source of inspiration and encouragement to their fellow prisoners in the midst of a dissolving world on the verge of recreation. I said good-bye to William and his internment friends in Rome in the middle of May, then thinking we should never meet again. The ex-prisoners were soon repatriated to their home countries.“

Den Bruch Hilsleys mit den zurückliegenden Jahren markiert sein Wechsel der Sprache. Ab dem 4. Mai erfolgten alle noch weiteren Tagebucheinträge bis zum Eintreffen in Schottland und dem Besteigen des Nachtzugs von Glasgow nach London am 11. Juni 1945 in englischer Sprache. Über seine Zeit in den Lagern Tost und Kreuzburg resümierte er später: „Manche nannten unser Lager ein Paradies. Im Vergleich zu einem Konzentrationslager scheint das vielleicht so. Wir hatten Zigaretten aus den Rote-Kreuz-Paketen und guten Kaffee, mit dem wir die Wachen bestachen. Manchmal waren wir betrunken von dem selbstgebrannten Pflaumenschnaps, einer Idee der älteren Internierten, die im Ersten Weltkrieg mehr Erfahrung gewonnen hatten. Und wir hatten Instrumente, wir hatten Materialien, um eine Theaterbühne zu bauen. Aber wir wurden hinter Stacheldraht gefangen gehalten. Es gab die, die Selbstmord begingen. Das Essen war gerade so genug, um nicht zu sterben, und für große Esser war es wirklich viel zu wenig.“

### Späte Jahre

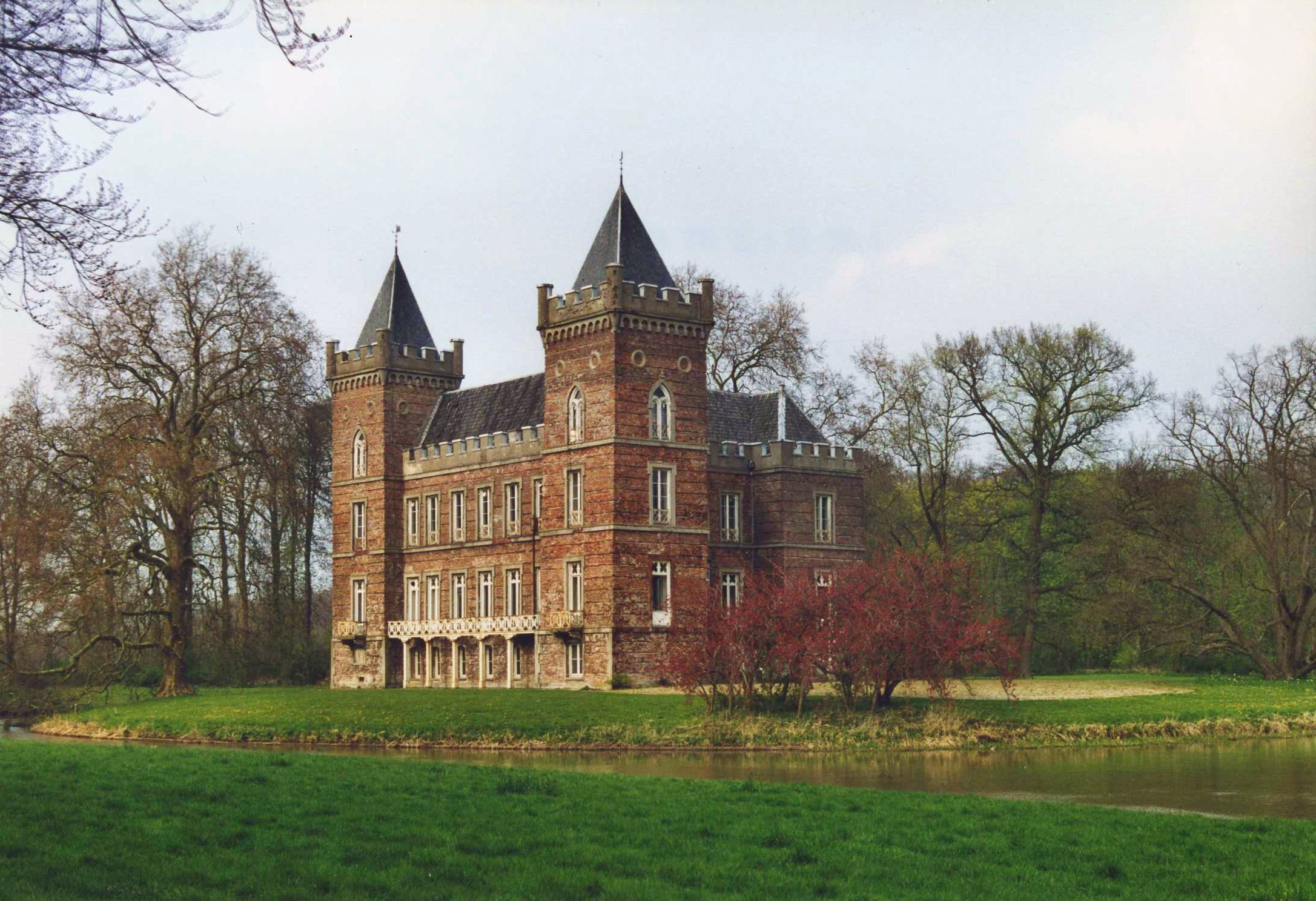
Schloss Beverweerd

Nach dem Krieg kehrte er in die Niederlande zurück. Er änderte seinen Namen in Hilsley, weil ihm das für internationale Touren angebrachter schien. Hilsley reiste als Pianist mit dem Ballett von Kurt Jooss zwei Jahren durch Europa und Nordamerika herum und kehrte dann in die Niederlande zurück. In der Zeit kam es auch zur Begegnung mit den alten Freunden aus dem Kreis um Wolfgang Frommel, wie Friedrich W. Buri berichtet (der ihn weiterhin „Cyril“ nennt):

„Die Reise mit dem Ballett Jooss durch deutsche Städte sollte ihn auch bald zu Tanzaufführungen nach Amsterdam führen. In Deutschland begleitete Cyril in englischer Uniform die Ballette, in Holland dagegen, und später auch bei der Tournée durch Amerika, sass er im Frack am Flügel. So sahen wir ihn wieder: die ganze Amsterdamer Freundesschar zog quer durch Holland von Aufführung zu Aufführung mit. Besonders das erschütternde Ballett ‚Der grüne Tisch‘ liessen wir kein einziges Mal aus, wobei wir im jedesmal vollbesetzten Haus nicht müde wurden, vor allem die beiden begleitenden Pianisten mit langem, lautstarkem Applaus zu belohnen.“

Hilsley unterrichtete von 1947 an wieder an der Schule in Eerde und ab 1959 an der Internationalen Schule Beverweerd, einer der beiden Nachfolgeeinrichtungen der Quäkerschule Eerde. Nach der Schließung der Schule im Jahre 1997 blieb er der letzte Bewohner von Schloss Beverweerd und wohnte weiterhin in dem Turmzimmer, das er 1959 bezogen hatte. Er nannte es: „Ein idealer Lebensraum für einen Musiker.“ Er besaß einen Steinway-Flügel, den er sich von den 10.000 Mark Entschädigung kaufen konnte, die er nach dem Zweiten Weltkrieg als Wiedergutmachung für 5 Jahre Lager erhalten hatte.
Hilsley leitete die niederländische Erstaufführung von Benjamin Brittens Let’s Make an Opera, und es entstand sein wichtigstes Werk, die Kantate Seasons, die er auf Wunsch von Henry Söderberg, der ihn als Angehöriger des schwedischen YMCA (Young Men’s Christian Association) seinerzeit in den Internierungslagern besucht und bei der künstlerischen Tätigkeit unterstützt hatte, zum fünfzigsten Jubiläum des YMCA-Sängerbundes 1992 komponierte. In dem von Hilsleys Freund Ian Gulliford verfassten Text steht der Winter für die Gefangenschaft im Krieg, Frühling für die Befreiung, Sommer für die Fülle des Lebens und der Liebe und Herbst für Gottergebenheit. Hilsley und Söderberg trafen sich nach 45 Jahren bei diesem Fest erstmals wieder. Für beide schloss sich damit ein nie gebrochener Kreis der Freundschaft, und Söderberg fasst das tief beeindruckt zusammen:

„Looking back over those years and recalling the sights of masses of people who were then in circulation – Soldiers, prisoners and refugees – and thinking of the cruel death which many of them met when the Nazis rolled over Europe, I Have always regarded it as a miracle that my Jewish friend William could live through those years without being touched or maltreated by the Germans. The same fate experienced many other prisoners of Jewish background. […] What saved those people was not any feeling of special mercy from the side of the Germans. These survivors simply had the right passports and belonged to nations which in their turn honoured the Geneva Agreement.“

Das Leben in den Lagern hatte Hilsley in einem Tagebuch festgehalten, das erstmals 1988 unter dem Titel When joy and pain entwine. Reminiscences veröffentlicht wurde. Es handelte sich dabei um eine bearbeitete, durch spätere Erinnerungen erweiterte Fassung, die sogenannte „Trevignano-Version“. Als Hilsley nach dieser in seinen Unterlagen suchte, um eine neue Ausgabe der Tagebücher vorzubereiten, „kamen auch die vergilbten Blätter der Originalfassung zutage, die zwar schlecht lesbar waren, aber durch ihren Telegrammstil, ihre Unmittelbarkeit und Patina den Eindruck der Authentizität vermittelten. […] Der deutsche Musikwissenschaftler Prof. Dr. Wolfgang Osthoff riet uns, die ursprüngliche, von allen späteren Zutaten ledige Tagebuchfassung zu veröffentlichen, und diesem Rat sind wir gefolgt.“ Hilsley selbst hat 1998 den Unterschied zwischen den beiden Veröffentlichungen so beschrieben: „Ich habe 1987 in Trevignano eine überarbeitete Fassung niedergeschrieben. Vergleicht man die beiden Fassungen, wird sofort deutlich, dass in der Originalfassung nichts geschrieben wurde, was den Gefangenen bei Entdeckung in grosse Schwierigkeiten hätte bringen können. So vermied ich die Beschreibung des schreirischen Tons bei der Ankunft im Lager Schnoorl, des höhnischen Abnehmens der Pässe, das erniedrigende ‚Du‘ in der Anrede, der Befehle: Koffer aufmachen, Mund halten, hier herrscht Ordnung; Taschenmesser, Federhalter, spitze Gegenstände, Schlagwaffen, Alkohol, Zwiebeln streng verboten. Es passte auch in den Plan der Demütigung, dass alle Internierten beim Abtransport nach Deutschland keine eigene Kleidung tragen durften: Mit der Einheitskleidung konnte man die Herde besser zusammenhalten.“ 1999 erschien das Tagebuch in einer deutschen und in einer niederländischen Ausgabe, zusammen mit einer CD mit historischen Aufnahmen der während des Krieges entstandenen Kompositionen von Hilsley.
Hochbetagt trat er noch in öffentlichen Veranstaltungen auf. Er nahm am 12. Oktober 2000 an einem Gesprächskonzert in Berlin teil. „Am Sonntagvormittag [17. Juni 2001] erzählte William Hilsley (Billy Hildesheimer), neunzigjähriger jüdischer Musikpädagoge aus dem Kreis um Wolfgang Frommel und der Zeitschrift CASTRUM PELLEGRINI (Amsterdam), aus seinem Leben und besonders aus seiner Zeit in deutschen Internierungslagern 1940 bis 1945.“

## Sexueller Missbrauch
Dass William Hilsley homosexuell war, war, wie oben schon erwähnt, an der Quäkerschule Eerde bekannt, und ebenso die Tatsache, dass es an der Schule einen Kreis von männlichen Heranwachsenden gab, der sich an Stefan George orientierte. Auch Wolfgang Frommel als selbsternannter Nachfahre Georges war an dieser Schule ein gern gesehener Gast. Dass der damalige Schulleiter dies alles als eine Frage der persönlichen sexuellen Neigung hinnahm, klingt liberal, kann im Nachhinein aber nur als Verharmlosung betrachtet werden – nicht zuletzt vor dem Hintergrund mehrerer neuer Veröffentlichungen. Sie beziehen sich nicht direkt auf Hilsleys Vorkriegstätigkeit in Eerde, belegen aber die Kontinuität der von ihm begangenen sexuellen Übergriffe während seiner Nachkriegstätigkeit in Eerde und anschließend auf Schloss Beverweerde. Joke Haverkorn hat bereits in ihrem Buch Entfernte Erinnerungen an W. auf die sexuellen Verfehlungen Hilsleys an der von ihr zwischen 1949 und 1953 besuchten Schule in Eerde aufmerksam gemacht. Noch deutlicher wurde sie in einem Zeit-Interview Ende Mai 2018.

„Billy Hilsley war ein großartiger, viel bewunderter Musiklehrer und Komponist. Eigentlich war es so ähnlich wie an der Odenwaldschule, nur lief es bei ihm über Musik und Dichtung. Ich war Gott sei Dank ein Mädchen, aber meine Freunde, die einigermaßen hübsch waren, wurden da hineingezogen. Die Musik war für uns junge Menschen in seinen Konzerten besonders gefährlich: Wenn man mit Instrument oder als Sänger beteiligt war, wurde man von ihr berauscht, gleichzeitig dann verführt. Die Kombination war sehr raffiniert. Dieser Musiklehrer war viel unvorsichtiger als Frommel, er hat viele junge Menschen sehr unglücklich gemacht. Das habe ich in direkter Nähe
miterlebt.“

Haverkorn lässt keinen Zweifel daran aufkommen, dass die von Hilsley „auserwählten“ Jungen nicht freiwillig zum Sex mit ihm bereit gewesen waren, und beschreibt dann das Zusammenspiel von Wolfgang Frommel und Hilsley:

„Die Jungs wurden auserwählt, ich dann auch, ein paar Frauen sollten ja dazugehören. Ich als Mädchen wurde vom Musiklehrer natürlich nicht missbraucht. Frommel kam in die Schule und hat sich Hilsleys Auswahl angeschaut. Wolfgang Frommel war zeitlebens immer und überall auf der Suche nach schönen, jungen Menschen. Für sein ideelles Ziel einer Gemeinschaft, seinen Traumstaat in der Nachfolge Stefan Georges – aber das geschah natürlich auch zu seinem Vergnügen.“

In der Schule blieb das nicht verborgen: In Schülerkreisen galt Hilsleys Wohnzimmer im Schloss als „ein von Sagen umwobener Raum. Es hieß, es würden dort wilde Orgien gefeiert mit Wein, Kerzen und Knaben.“ Doch „als in jenen Jahren auf der Schule Unruhe entstand wegen Anzeichen dieser angeblich unaussprechbaren ‚Freundschaft‘ und ich darauf von meinem Vater, der inzwischen dem Vorstand der Schule angehörte, angesprochen wurde, weil angeblich einige meiner Freunde in die Nähe dieser gefährlichen Liebe geraten waren, hatte ich keine Ahnung, um was es sich handelte. Ich schüttelte seine lästigen Fragen ab.“ Haverkorns Vater gab sich mit der ausweichenden Antwort seiner Tochter offenbar zufrieden, denn sie berichtet nicht davon, dass er oder andere Verantwortliche der Schule der Sache weiter nachgegangen seien. Eine weitere Chance, Kinder vor dem Missbrauch zu schützen, wurde vertan, Hilsley blieben alleine in Eerde noch viele Jahre, um unter der Maske des freundlichen Musiklehrers sein verbrecherisches Tun fortzusetzen.
Neue Vorwürfe gegen Hilsley wurden durch zwei Veröffentlichungen bekannt, die 2017 und 2018 in der Zeitschrift Vrij Nederland erschienen. Der Vorwurf des sexuellen Missbrauchs wurde zunächst von dem Niederländer Frank Ligtvoet, ehemaliger Kulturattaché in New York, erhoben, der sich selber als Missbrauchsopfer durch den Frommel-Kreis bezeichnete und auch auf sexuelle Übergriffe durch Hilsley hinwies. Auf diesen Artikel griffen die beiden Journalisten Harm Ede Botje und Sander Donkers zurück und erweiterten ihn um eigene Recherchen.
Ligtvoets Vorwurf gipfelt in der Behauptung, dass unter dem Deckmantel des Pädagogischen Eros ältere Männer sexuellen Missbrauch, Päderastie, an Jungen und jungen Männern begannen hätten – verbrämt durch eine aus dem George-Kreis übernommene Ideologie. Kerngedanke war dabei, dass der ältere Freund das Göttliche in dem Jüngeren erwecken müsse, wobei dieses „Erwecken“ sexuelle Handlungen nicht ausschloss.

„Im Kreis von Frommel waren die meisten Männer heterosexuell. In ihren frühen Jahren waren sie von Frommel oder von Freunden von Frommel oder von Freunden von Freunden von Frommel ‚entdeckt‘, dann mit dem Stern des Bundes erotisch erzogen – oder sollen wir nun sagen ‚vorbereitet‘ – und schließlich eingeweiht worden. Was diese Einweihung bedeutete, hing von der sexuellen Orientierung oder der sexuellen Präferenz des älteren Freundes ab. Es konnte bei einem Kuss bleiben. Frommel bevorzugte die sexuelle Variante und hatte sie – soweit feststellbar – immer selbst praktiziert. Frommel hatte – wie man aus verschiedenen Quellen sehen kann – jede Art von Sexualität: mit den meisten Menschen in seiner unmittelbaren Umgebung – Männer und Frauen jeden Alters – hatte er Beziehungen gehabt oder zumindest mit ihnen geschlafen, erwünscht oder unerwünscht.“

Sowohl Ligtvoet als auch Botje und Donkers berichten von mehreren Fällen, bei denen die Beziehungen zwischen dem älteren Mann und einem Jungen mit Duldung der Eltern zustande gekommen oder gar von diesen (meist den Vätern, die selbst schon eine derartige „Erziehung“ durchlaufen hatten) initiiert worden waren. „Die Geschichten von Eltern als Mitwisser gehört zum Härtesten: Davon geschmeichelt, an der Aura einer angeblichen Kulturelite zu partizipieren, billigten sie den Missbrauch des eigenen Kindes.“ Diese Mitwisserschaft muss man auch im Falle von Hilsleys Mutter unterstellen, die, wie eingangs beschrieben, in einem künstlerisch und intellektuell geprägten Berliner Milieu lebte, Frommel selbst liebte, und diesem ihren damals dreizehnjährigen Sohn überließ. In welcher Form Frommel Die Fackel (so Frommels bekanntestes Gedicht, das sich auch als „Gebrauchsanleitung“ lesen lässt, für deren Anwendung sich in den beiden Vrij Nederland-Artikeln viele Beispiele finden: Die Pflicht eines jeden „Geweihten“, sich einen eigenen „Jünger“ zu suchen und diesen in die Geheimnisse einzuweisen. Oder wie es Ligtvoet in Anlehnung an George beschreibt: „Das georgische Bildungsmodell entstand im Kreis durch das sogenannte Maximin-Erlebnis: Der ältere Freund musste das Göttliche in dem Jüngeren wecken.“) an Hilsley und wenig später an Buri weitergab, ist nicht überliefert, nur Frommels Schwärmerei für den Jungen. Frommel war es dann auch, der die beiden an die Quäkerschule Eerde vermittelte, wo sie beide in einen Kreis von Gleichgesinnten eintauchten und Hilsley, so Buri, zum Strippenzieher avancierte. Ligtvoet geht davon aus, dass Hilsley in Eerde nicht nur als der gefeierte junge Musiklehrer agierte, sondern bereits als ein sexueller Triebtäter, der hier seine ersten Opfer fand:

„Hilsley, der auch nach seinem Tod 2003 noch immer einen guten Ruf als Lehrer in Beverweerd genießt, hatte bereits während seiner Lehrtätigkeit im Internat Eerde in Ommen, wo er ab 1935 lehrte, Opfer produziert. Auf Einladung von Hilsley war Frommel ständig in Eerde präsent. Die Schule wurde bald zu einem ‚Fischteich‘ für Frommels Kreis: die erste Generation der Frommelianer während und nach dem Krieg bestand größtenteils aus Schülern und ehemaligen Schülern von Eerde.“

Ligtvoet schreibt, er habe selber Kontakt zu zwei Hilsley-Opfern aus dessen Zeit in Eerde gehabt, die aber nicht mehr öffentlich über ihre Erlebnisse sprechen konnten oder wollten, und er erwähnt ein drittes Opfer, das sich das leben genommen haben soll.
Ligtvoet zitiert einen damals elfjährigen Jungen, der in der Internationalen Schule Beverweerd von dem bereits siebzigjährigen Hilsley missbraucht worden sei, und berichtet auch von anderen Erwachsenen, Lehrern, die sich dort an Jungen vergingen. Einer dieser Lehrer unterrichtete 2017 noch immer an einem Internat. Weitere Fälle von Hilsleys Übergriffen finden sich auch bei Botje und Donkers, die am Beispiel des ehemaligen Beverweerd-Schülers Paul Vissers einen Einblick in Hilsleys systematisches Vorgehen gegenüber Abhängigen geben. Visser war dreizehn als er an die Schule kam. Noch in der Einführungsphase wurde er von Hilsley in dessen Turmzimmer eingeladen und bedrängt. Zum Sex kam es aber erst später, dann aber regelmäßig. „Die Besuche im Turmzimmer waren regelmäßig, und es kam zu echtem Sex, bei dem er auch vom Lehrer penetriert wurde. Bald kam eine dritte Person ins Spiel, ein ehemaliger Schüler von Beverweerd, der in seiner Schulzeit ein jüngerer Freund von Hilsley war. Auf Drängen von Hilsley war der 23-jährige Marnix an die Schule zurückgekehrt, um dort als ‚Hausvater‘ zu arbeiten. Auch er erwies sich als Missbraucher von Visser.“
Botje und Donkers schildern auch einen besonders unangenehmen Fall, der zeigt, wie Hilsleys „dunkler Schatten“, ohne dass er von den Betroffenen als solcher so empfunden wurde, generationenübergreifend Wirkung entfalten konnte. Sie berichten von einem Jungen, den sie in ihrem Artikel Lodewijk nannten. Er wurde Mitte der siebziger Jahre von seinen Eltern nach Italien in die Ferien geschickt – zu Hilsley und einem mit diesem befreundeten Englischlehrer. Lodewijks Vater war Hilsley eng verbunden, er hatte „seinen Sohn mit dem zweiten Namen nach dem Mann benannt, der ihn damals ‚geweiht‘ hatte, den er als seinen geistigen Vater betrachtete, William Hilsley. Lodewijk wurde mit dem Gedanken erzogen, dass es einen Unterschied zwischen den gewöhnlichen Menschen und den ‚Freunden‘ vom Castrum gibt.“. Er akzeptierte eine durch George-Lesungen forcierte Erziehung zu einem „Auserwählten“ und letztlich auch die Reise in den Süden. Bislang war es außer zu Küssen zu keinen weiteren Intimitäten zwischen Loudewijk und seinem „Erzieher“, dem Englischlehrer, gekommen. Das änderte sich nach einem Besuch im Petersdom. „Am selben Nachmittag hatte ich wirklich Sex mit diesen Lehrern. Das machte mich zu einem ‚Freund‘, das war meine Belohnung. Es wurde festlich gefeiert, mit Champagner. Ich bekam eine kleine Hasenstatue, denn das war das Symbol des Phallus. Und dann, zu meinem Entsetzen, entdeckte ich, dass es nicht sofort aufhörte, sondern dass es jeden Tag passieren musste.“ Lodewijk lebte danach sieben Jahre im Castrum-Kreis in Amsterdam und hatte noch mit mehreren Männern Sex. Dass er sich spät aus dieser Umgebung lösen konnte, erklärte er sich mit dem Stockholm-Syndrom. „Ich war ein Teil davon und dachte, es wäre in Ordnung. Castrum war meine Identität. Ich habe mich mit dem Angreifer identifiziert. Indem ich viel über Männer nachdachte, versuchte ich, sie sexuell attraktiv zu machen, obwohl ich tief im Inneren wusste, dass es unmöglich war.“
Hilsley ist hochverehrt verstorben. Frank Ligtvoet resümiert 2017 über den unter dem Deckmantel des Pädagogischen Eros an ihm und vielen anderen Jungen begangenen Missbrauch: „Die erotische Erziehung, die der Ausgangspunkt von allem war, hat mir, wie meinen Leidensgenossen, sehr geschadet. Seit 30 Jahren kämpfe ich darum, das loszuwerden, was mir in etwas mehr als 10 Jahren passiert ist. Das sind zwei Drittel meines Lebens. Und die meines Mannes.“ Dazu ergänzend Joke Haverkorn:

„Wir waren in den fünfziger Jahren in dem Alter ja noch viel ‚minderjähriger‘ als die Heranwachsenden heute. Heute sind die Jugendlichen deutlich mündiger und können sich besser wehren. Eine der Folgen konnte die Zerstörung einer sich gerade herausbildenden sexuellen Identität bei Jungen sein, zumal wenn sie heterosexuell veranlagt waren. Der Sex geschah ja nicht freiwillig, sondern war auferlegt von einer Autorität, die einen geführt hatte. Dem war man als 14-, 15-Jähriger nicht gewachsen.“

## Werke

### Musik (Auswahl)
Im Internierungslager Kreuzburg komponierte William Hilsley unter anderem
- die Suite The Turning World Klavier vierhändig
- die Fantasie Dance Pieces for Oboe (od. Violine) und Viola
- die Fantasie On a provençal Christmas Carol für Oboe und Streichquartett
- die Messe Missa für Männerchor
- Verwehendes und Bleibendes für gemischten Chor

Nach dem Krieg entstanden ist:
- die Kantate Seasons für Sopran, Bariton, Chor und Orchester

### Publikationen
- When joy and pain entwine. Reminiscences. Internationale School Beverweerd, Werkhoven, 1988. (Für dieses Buch gibt es im WorldCat keinen deutschen Nachweis.)
- Musik hinterm Stacheldraht. Tagebuch eines internierten Musikers 1940–1945. Ulrich Bornemann, Karlhans Kluncker, Rénald Ruiter (Hg.). Verlag für Berlin-Brandenburg, Potsdam 1999, ISBN 3-932981-48-0. (Zu diesem Buch gibt es auch eine CD mit dem Titel Musik hinterm Stacheldraht.)
- Erfahrungen als Zivilinternierter unter dem NS-Regime. Zusammengestellt von Gottfried Eberle. in: mr-Mitteilungen, Nr. 39, musica reanimata. Förderverein zur Wiederentdeckung NS-verfolgter Komponisten und ihrer Werke e. V., Berlin, 2001, S. 1–7.
- Wohnort, Emigration, Exil: ein Zeitzeuge berichtet 1911–2001. Stichting Kasteelconcerten Beverweerd, Utrecht 2001, ISBN 90-806818-1-4.

## Tonträger
Auf folgenden CDs sind Werke von William Hilsley veröffentlicht worden:
- Vocal and instrumental music. Diese CD von 1996 vereint sechs Stücke von William Hilsley: On a provençal christmas carol, Fantasie für Oboe, Violine [2], Viola und Violoncello, Wilt heden nu treden, Improvisation für Klavier, Missa, Messe für Männerchor, Seasons, Stundenweiser, Verwehendes und Bleibendes
- KZ Musik – Encyclopedia of Music Composed in Concentration Camps (1933–1945), Vol. 10, enthält neben Stücken anderer Komponisten von William Hilsley 6 Songs for Baritone and Piano und The Turning World

Im Internet ist ein Ausschnitt einer historischen Aufführung von The Turning World zu hören (mit niederländischer Einleitung).
Im Klavierduo mit Günther Louegk hat William Hilsley Partien aus Der grüne Tisch von Kurt Jooss eingespielt, mit dem er persönlich bekannt war.